# Araruna (ort)
Araruna är en ort i Brasilien.   Den ligger i kommunen Araruna och delstaten Paraíba, i den östra delen av landet, 1 700 kilometer nordost om huvudstaden Brasília. Araruna ligger 496 meter över havet och antalet invånare är 7 667.
Terrängen runt Araruna är kuperad åt nordost, men åt sydväst är den platt. Araruna är det största samhället i trakten.
Omgivningarna runt Araruna är huvudsakligen savann. Runt Araruna är det ganska tätbefolkat, med 72 invånare per kvadratkilometer.